# Patinoire d'Inkeroinen
La patinoire d'Inkeroinen (finnois : Inkeroisten jäähalli)  est une patinoire située dans le quartier d'Inkeroinen à Kouvola en Finlande.

## Description
La patinoire est située au sud du centre commercial d'Inkeroinen, le long de la rue Marintie près Dud fleuve Kymijoki dans le quartier de Kalaja. 
A proximité de la salle se trouvent l'école mixte d'Inkeroinen, l'école d'Anjala, la piscine d'Inkeroinen et le centre d'Inkeroinen.
La patinoire accueille les entraînements de l'équipe de hockey sur glace AaKoo d'Anjalankoski et de KooKoo et KooKoo Jäätaiturit de Kouvola.